# Орково
Орково (пол. Orkowo, нім. Orkau) — село в Польщі, у гміні Сьрем Сьремського повіту Великопольського воєводства.
Населення — 183 особи (2011).
У 1975-1998 роках село належало до Познанського воєводства.

## Демографія
Демографічна структура станом на 31 березня 2011 року:
|          | Загалом | Допрацездатний вік | Працездатний вік | Постпрацездатний вік |
| -------- | ------- | ------------------ | ---------------- | -------------------- |
| Чоловіки | 94      | 23                 | 59               | 12                   |
| Жінки    | 89      | 13                 | 55               | 21                   |
| Разом    | 183     | 36                 | 114              | 33                   |